# 唐璜 (拜倫)
《唐璜》（Don Juan）由拜伦勋爵在1819年至1824年所寫的讽刺英文史詩，其中描繪的唐璜不是好色之徒，而是很容易被女性勾引的男人。《唐璜》的文體是史詩詩歌，以八行體的方式寫成，分為十六章。拜伦參考了西班牙有關唐璜的傳說，但只參考其角色，沒有使用其中的故事。第1章和第2章在1819年出版時，就被大眾批評為不道德，因為作者在其中嘲笑當時的社會主題、人物和名人。拜伦1824年去世時，已完成17章中的16章，第17章尚未完成。

## 組成

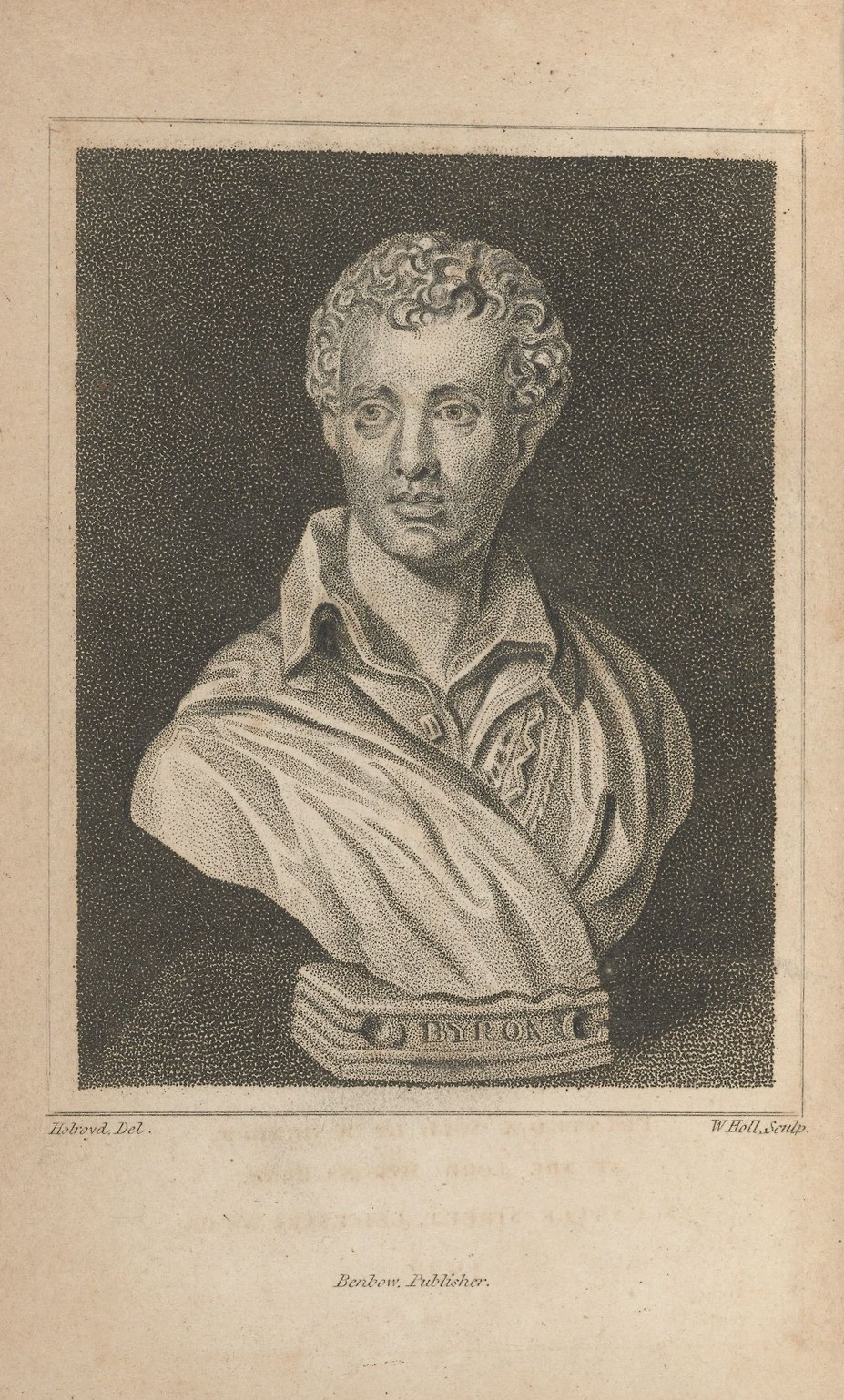
1824年版的《唐璜》中，拜伦的正面半身像

拜伦是多產的作家，他創作《唐璜》的那段時間，也是他詩人生涯中主要的一部份。第1章是在1818年9月所寫，第17章是在1823年初開始寫。第2章即是在1818年12月到1819年1月所寫，第3章和第4章是在1819年至1820年所寫，第5章是在1820年10月到11月所寫，第1章和第2章是在1819年7月15日出版，第3章到第5章是在1821年8月8日出版。
拜伦在1822年6月開始寫第6章，在1823年3月寫完了第16章。因為《唐璜》諷刺性內容產生的道德惡名約翰·默里拒絕出版後面的內容，後面的內容是委託給約翰·亨特出版，第6, 7, 8章以及序言是在1823年7月15日出版，第9, 10, 11章是在1823年8月29日出版，第12, 13, 14章是在1823年12月17日出版，第15, 16章是在1824年3月出版。

## 結構
《唐璜》約有一萬六千行，分為17章，是以八行體，每一個詩節由八個五步抑揚格組成，其形式類似ab ab ab cc。八行體會在最後一個字押韻，是幽默的表現，由突然的轉折達到修辭的反高潮，從高尚的文風突然轉變為粗俗的文風
以下是《唐璜》第1章，第一個詩節的第3-6行，西班牙人名的Juan發音是/ˈdʒuːən/ JOO-ən，因此其中有押尾韻的情形
Till, after cloying the gazettes with cant,

    The age discovers he is not the true one;

Of such as these I should not care to vaunt,

    I'll therefore take our ancient friend Don Juan — 
——Don Juan, canto I, stanza 1, lines 3–6.

## 情節
《唐璜》一開始提到主角唐璜出生於西班牙的塞維利亞。他是個性早熟的青春期少年，和他媽媽已婚的朋友有戀情。朋友的丈夫發現妻子外遇。唐璜被父母送到遙遠的加的斯市。唐璜在爱琴海的島上發生了船難，遇到了海盜的女兒，後來海盜將唐璜賣給土耳其的奴隸商人，帶到君士坦丁的奴隸市場拍賣。苏丹王妃將唐璜買下，將他偽裝成女孩，偷偷將他帶到房間裡。因為激起了王妃的忌妒之心，唐璜差點無法活著逃離後宮。唐璜後來去俄羅斯帝國從軍，救了穆斯林女孩，贏得了叶卡捷琳娜二世的青睞，讓他進入宮廷中。唐璜在宮廷裡因為氣候不適應而生病，叶卡捷琳娜二世讓他以俄羅斯朝臣的身份去英國。外交官唐璜在倫敦為穆斯林女孩尋找監護人。而後來唐璜和英國貴族一起進行冒險旅程。

## 評論

### 背景
《唐璜》在1819年開始一章一章的出版，當代的文學評論家認為《唐璜》是不道德的詩作，拜倫在其中不受拘束的讽刺社會上的主題，其中的人物和名人都非常容易識別。有關《唐璜》的起源，拜倫提到，《唐璜》的產生是因為「因為建議和反對而產生……幽默的悖論」，其中有來自朋友、同事、對手以及敵人的。在給愛爾蘭詩人湯瑪斯·摩爾的信上，他提到了讽刺的意圖 ：「我已經完成了第1章，詩的風格和格式都是用Beppo的，因為相同程度的成功而受到鼓舞。它[這部新詩]……有意對每一件事情都安靜的開玩笑，但我不確定在目前溫和的日子裡—至少到目前為止—它是不是太過於自由了。」

### 藝術上的認可
珀西·比希·雪莱在1821年，在一封有關第3至5章的信上提到拜倫在事件呈現上表現的「驚奇和喜悅」，在詩的組成和風格上「這首詩同時帶有原創的印記以及對模仿的蔑視。英文作品中從來沒有像這一篇的，若我可以大膽的預言，以後也不會有……你在作一個英國還沒有看過的戲劇，這個任務是高尚的，配的上你。」

## 外部連結
- Project Gutenberg versions:
  - Don Juan in 16 cantos with notes （页面存档备份，存于）, complete text of an 1837 publication
  - Don Juan in The Works of Lord Byron, Volume 6 （页面存档备份，存于）, edited by Ernest Hartley Coleridge
- Librivox recording of Canto I （页面存档备份，存于）
- Librivox recording of Canto V （页面存档备份，存于）
- Librivox recording of Cantos XIII-XVI （页面存档备份，存于）
- Autograph manuscript of Don Juan （页面存档备份，存于） from The Morgan Library & Museum